# Gilera
«Gilera» — итальянский производитель мотоциклов, основанный Джузеппе Джилерой в Аркоре в 1909 году. В 1969 компанию купил концерн Piaggio, который в настоящее время выпускает мотоциклы и мотороллеры семи марок и является четвёртым по величине производителем мототехники в мире.

## История

### Истоки (1909—1918 гг.)
Gilera — самая старая в Италии марка мотоциклов. В 1909 году Джузеппе Джилера в своей мастерской в Милане построил первый мотоцикл VT 317 с вертикальным цилиндром рабочим объёмом 317 кубических сантиметров, встроенным в нижний угол трубчатой рамы, и с ременной передачей на заднее колесо. Было налажено его мелкосерийное производство.
В 1911 году Джузеппе Джилера также организовал небольшую команду, успешно выступавшую в мотогонках на соревнованиях местного уровня.
Во время Первой мировой войны предприятие стало получать военные заказы на мотоциклы. В результате после окончания боевых действий Gilera оказалась в числе крупнейших производителей мотоциклов Италии.

### Между Мировыми войнами (1919—1939 гг.)
После войны в модельной линейке Gilera были две машины — Turismo и Sport. На обеих стояли нижнеклапанные одноцилиндровые двигатели рабочим объёмом 499 кубических сантиметров и трёхступенчатые коробки передач с цепной передачей на заднее колесо. В 1923 году Gilera стала выпускать мотоцикл Super Sport. В 1924 году фирма специально для гоночных соревнований создала мотоцикл VT500.
В 1930 году на Шестидневных соревнованиях FIM команда Италии, выступая на серийных мотоциклах Gilera, завоевала главный приз.
В 1931 году на рынке появился первый лёгкий мотоцикл Gilera с двигателем рабочим объёмом 175 кубических сантиметров. Через три года его сменила модель Sirio двигателем рабочим объёмом 218 кубических сантиметров. На базе этой машины выпускался грузовой трёхколёсный мотоцикл Urano.
В 1934 году появилась модель Gilera 500VT. На базе этого мотоцикла построили дорожно-гоночную версию VTN, у которой цилиндр крепился к картеру не на четырёх, а на восьми болтах.
С 1934 года на задней подвеске мотоциклов Gilera стали использовать треугольный маятник и заключённые в цилиндрические кожухи-трубы длинные горизонтальные пружины, работающие на растяжение. В качестве демпфирующих элементов использовали фрикционные амортизаторы.
В 1937 году место Sirio на рынке занял Gilera 250VL с двигателем объёмом 247 кубических сантиметров.
В 1938 году на Миланском мотосалоне было представлено новое семейство мотоциклов Gilera — Saturno и Nettuno.
В 1935 году компания Gilera приобрела мотоциклетное подразделение авиационной компании C.N.A. (Compagnia Nazionale di Aeronautica), от которого от корпорация, образовавшаяся в результате слияния C.N.A. с Caproni Arco, стремилась избавиться. Джузеппе Джилера согласился на сделку при условии, что к нему перейдёт руководитель этого подразделения Пьеро Таруффи, который в тот момент работал над гоночным мотоциклом Rondine. В течение года машина была усовершенствована, и в 1936 году под маркой Gilera она вышла на гоночные трассы. В 1937 году Пьеро Таруффи лично на специальной версии этой машины, заключённой в обтекатель, достиг скорости 274,33 км/ч. А в 1939 году Дорино Серафини выиграл чемпионат Европы по шоссейно-кольцевым мотогонкам.

### Расцвет и упадок (1946—1969 гг.)
Началась Вторая мировая война, и опять поступили военные заказы. Армии поставлялся специальный вариант мотоцикла LTE. С 1942 года начался выпуск колясочной версии Marte.
По окончании войны Gilera вновь стала выпускать Saturno и Nettuno в версиях Turismo и Sport. В конце 1948 года в модельной линейке фирмы появился мотоцикл со 125-кубовым мотором, сблокированным с трёхступенчатой коробкой передач. В 1952 году начались продажи Gilera Turismo с двигателем объёмом 152 кубических сантиметров.
Для проектирования мотоциклов, предназначенных для спортивных соревнований, в 1947 году был привлечён Пьетро Ремор. Он создал машину, на которой в 1950 году Умберто Мазетти стал чемпионом мира в классе 500 кубических сантиметров. Хотя в 1949 году Ремор ушёл в MV Agusta, специалистам Gilera удалось доработать машину, и в 1952 году Мазетти вновь стал чемпионом. В 1953 году в гоночную команду Gilera пришёл Джефф Дюк. Три года подряд — с 1953 по 1955 — он становился чемпионом мира. В после сезона 1957 года команда Gilera больше не выступала на чемпионатах мира.
С 1953 года Gilera стала монтировать на все свои дорожные мотоциклы новые подвески — телескопическая вилка впереди и маятниковая с двумя пружинно-гидравлическими амортизаторами сзади. В 1956 году компания выпустила мопед Gilly с двигателем 49 кубических сантиметров и мотоцикл 175V с мотором рабочим объёмом 172 кубических сантиметра.
В 1959 году к своему 50-летнему юбилею компания выпустила серию лёгких мотоциклов Giubileo с двигателями рабочих объёмов 98, 123, 158, 172 и 202 кубических сантиметров, с диапазоном мощности от 6,5 до 14,3 л. с. (от 4,78 до 10,52 кВт).
В 1960-х годах дела компании становились все хуже — рынок мотоциклов в целом испытывал спад, покупатели больше интересовались автомобилями. Попытка Gilera поправить дела, выпустив в 1962 году мотороллер G50, к успеху не привела. В конечном итоге в 1969 году Джузеппе Джилера в 1969 году продал своё предприятие концерну Piaggio.

### В составе Piaggio (1970 г. — настоящее время)
Новый владелец изменил дизайн продукции, выпускающейся под маркой Gilera. Кроме того, впервые в истории марки на рынке появились мотоциклы Gilera с двухтактным двигателем. В 1976 году был выпущен мопед Gilera СВ1 с модной спортивной внешностью, а в 1979 году — мини-байк Есо.
В 1981 году был выпущен кроссовый мотоцикл Gilera с двигателем жидкостного охлаждения, задней моноподвеской и передним дисковым тормозом. В 1983 году двухтактный двигатель жидкостного охлаждения появился и на дорожной модели RV125S, а также на мотоцикле двойного назначения RX125. В 1987 году покупателям стал доступен и мотоцикл двойного назначения 50R1 с 49-кубовым двухтактным двигателем жидкостного охлаждения.
Был модернизирован и четырехтактный двигатель. В 1985 году появился оснащённый таким мотором мотоцикл двойного назначения Dakota. В 1988 году был создан дорожно-спортивный мотоцикл в стиле «Café racer» под легендарным названием Saturno.
В 1987 году на Миланском мотосалоне был представлен спортбайк 125МХ-1 с багажной ёмкостью для шлема на месте бензобака. В 1990 году в модельной линейке марки появился спортбайк 125СХ с передней вилкой на одной стойке с консольным креплением колеса и аналогичным образом присоединённым к маятнику задним колесом и Freestyle, задуманный как городской эндуро.
В 1992 году марка Gilera вернулась в большой спорт. В чемпионате мира по шоссейно-кольцевым мотогонкам она была представлена моделью GP250, а в ралли-рейдах — мотоциклом RS750, который в первый же года стал победителем на Ралли Фараонов.
В 1993 году Piaggio неожиданно закрывает завод в Аркоре. Хотя на основном заводе Piaggio запустили в производство 50-кубовый внедорожный мотороллер Gilera Typhoon, предполагалось, что марка Gilera вскоре прекратит существование. Но рыночный успех Typhoon заставил руководство концерна принять решение сохранить марку Gilera. Теперь под марками Vespa и Piaggio на рынке предлагаются мотороллеры утилитарного назначения, а под маркой Gilera — спортивные. Появившаяся в 1997 году Gilera Runner — воплощение идеи спортивного мотороллера. А представленный в 1999 году Gilera Compact Bike, являлся дальнейшим развитием этой концепции.
Вернулась марка и на мотоциклетный рынок. В 1998 году был представлен мотоцикл в стиле круизер Gilera Coguar четырёхтактным двигателем Honda. Тогда же появился и мотоцикл двойного назначения Gilera H@k 50 с 50-кубовым двухтактным двигателем жидкостного охлаждения.
Возвратилась команда Gilera также в гонки мирового «Гран При» оказалось весьма удачным — её гонщик Мануэль Поджали в сезоне 2001 года завоевал титул чемпиона мира в классе 125-кубовых мотоциклов. А в 2008 году Марко Симончелли на мотоцикле Gilera стал чемпионом мира в 250-кубовом классе.
И всё-таки основное направление для Gilera в последнее время — это мотороллеры. Сейчас это модели Gilera Nexus GP800, Gilera Fuoco 500 и Gilera Runner SP 50. В честь победы Марко Симончелли в 2009 году была представлена и новая модель мотороллера Gilera Runner SP 50 Replica Simoncelli.